# Uetz-Paaren
Uetz-Paaren è un quartiere della città tedesca di Potsdam. Comprende le località di Paaren e Uetz.

## Storia
Il comune di Uetz-Paaren fu creato nel 1961 unendo i 2 comuni di Paaren e Uetz.

Il 26 ottobre 2003 il comune fu annesso alla città di Potsdam, acquisendone lo status di frazione (Ortsteil).

### Paaren
Paaren fu nominata per la prima volta nel 1354.

Costituì un comune autonomo fino al 1961.

### Uetz
Uetz fu nominata per la prima volta nel 1313.

Costituì un comune autonomo fino al 1961.

## Monumenti e luoghi d’interesse
Chiesa di Uetz (Dorfkirche)Costruita intorno al 1860-70 in stile neogotico sui resti di una chiesa medievale.
Chiesa di Paaren (Dorfkirche)Edificio risalente al 1770, a pianta rettangolare con una torre sul lato occidentale.